# Antón Cortés
Antonio Cortés Varga,  plus connu sous le nom  de Antón Cortés, né le 4 décembre 1980 à Albacete (Espagne), est un matador espagnol. Il est le fils de Sebastián Cortés, et le petit neveu de Manolo Cortés

## Présentation

### Carrière
- Débuts en novillada avec picadors : Albacete le 16 septembre 1998 aux côtés de Samuel López et « El Juli ». Novillos de la ganadería de Daniel Ruiz.
- Présentation à Madrid : 1er mai 2001 aux côtés de Pedro Lázaro et Martín Quintana. Novillos de la ganadería de Peñajara.
- Alternative : Valence (Espagne) le 15 mars 2002. Parrain, Enrique Ponce ; témoin, « El Juli ». Taureaux de la ganadería de Pedro y Verónica Gutiérrez Lorenzo.
- Confirmation d’alternative à Madrid : 24 mai 2002. Parrain, Curro Vázquez ; témoin, Enrique Ponce. Taureaux de la ganadería de Javier Pérez Tabernero.
- Confirmation d’alternative à Mexico : 5 janvier 2003. Parrain, Manolo Mejía ; témoin, Marcial Herce. Taureaux de la ganadería de Barralva.